# Аликант Буше
Аликант Буше е хибриден винен сорт грозде, създаден във Франция от сортовете Гренаш и Пти Буше (Тентюрие дьо Шер).
Разпространен е предимно в Южна Франция. В България е райониран, но заема незначителни площи. Гроздът е къс, широк, крилат. Зърното е средно едро, валчесто, обагрено синьочерно, с изобилен налеп. Ципата е дебела, жилава. Зърното е месесто. Месото е сочно, с посредствен тръпчив вкус и силно оцветен сок. Сокът е червен.
Гроздето му узрява през втората половина на септември. Има силен растеж, висока родовитост и висок добив. Не е взискателен към почвата, но предпочита свежи и богати почви. За него подхождат наклонените места.
Вината са плътни, груби, с тъмночервен цвят, висока екстрактивност и киселинност. Използва се за подобряване на багрилната материя във вината от други сортове.